# Mount Tholus
Mount Tholus ist mit 825 m (nach britischen Angaben 550 m) der höchste Berg auf der westantarktischen Joinville-Insel. Er ragt aus einem Bergkamm auf, der sich vom Postern Gap nach Südwesten erstreckt.
Der Falkland Islands Dependencies Survey nahm zwischen 1953 und 1954 eine geodätische Vermessung vor. Das UK Antarctic Place-Names Committee nahm 1956 eine deskriptive Benennung vor. Das griechische θόλος (transkr. tholos)  bedeutet so viel wie Kuppel.